# Creu de terme del Tort (Manresa)
La Creu de terme del Tort és una obra del municipi de Manresa (Bages) protegida com a bé cultural d'interès local.

## Descripció
És una creu de terme de pedra amb una ornamentació molt rica. La base és vuitavada i molt decorada amb un fust que conté la imatge d'un personatge (probablement Sant Ignasi) que té una teulada sobre el cap. La part superior d'aquesta columna és més ample i està treballada de forma molt ornamental amb la repetició, en totes les cares, d'una mena de finestra protegida per un arc. Com a cim de la creu, una creu de pedra.

## Història
El segle xvi existeix una creu antiga d'aquest nom la qual va desplomar-se el setembre de 1902. El 1903 es construeix la nova creu.